# SEAT Terra
La SEAT Terra és una furgoneta produïda pel fabricant d'automòbils SEAT. Està basada en el SEAT Marbella, un automòbil de turisme del segment A.
Va ser una evolució de la SEAT Trans, obligada per la ruptura de relacions entre FIAT i la marca catalana. SEAT es va veure obligada a renovar i canviar el nom tota la gamma de cotxes que van ser dissenyats per la marca piemontesa, entre ells el Seat Panda, del qual partia el Trans i que va passar a anomenar-se SEAT Marbella.
La furgoneta en si només va canviar la graella davantera i els logotips, heretant així els mateixos vicis i virtuts de la Trans, encara que més tard s'esmenaria el problema de confort incorporant nous interiors i seients que dotaran de més habitabilitat al vehicle. SEAT va deixar de produir aquest model el 1995. El seu successor va ser la SEAT Inca, que va partir de la base del Volkswagen Caddy, incorporant la part davantera del SEAT Ibiza de segona generació.